# Leichtathletik-Weltmeisterschaften der Behinderten 2006/Teilnehmer (Österreich)
| stlisierte Goldmedaille | stlisierte Silbermedaille | stlisierte Bronzemedaille |
| ----------------------- | ------------------------- | ------------------------- |
| 2                       | 8                         | 4                         |

Das Österreichische Paralympische Committee (ÖPC) benannte neun Sportler und eine Sportlerin zur Teilnahme an den Leichtathletik-Weltmeisterschaften der Behinderten 2006, die 14 Medaillen errangen.

## Ergebnisse

### Frauen
| Athletin        | Wettbewerb        | Vorlauf / Vorkampf | Vorlauf / Vorkampf | Halbfinale   | Halbfinale | Finale       | Finale |
| Athletin        | Wettbewerb        | Zeit / Weite       | Rang               | Zeit / Weite | Rang       | Zeit / Weite | Rang   |
| --------------- | ----------------- | ------------------ | ------------------ | ------------ | ---------- | ------------ | ------ |
| Andrea Scherney | Weitsprung F44    | –                  | –                  | –            | –          | 5,03 m       |        |
| Andrea Scherney | Kugelstoßen F44   | –                  | –                  | –            | –          | 11,53 m      |        |
| Andrea Scherney | Diskuswurf F42/44 | –                  | –                  | –            | –          | 35,34 m      | 4      |

### Männer
| Athleten             | Wettbewerb               | Vorlauf / Vorkampf | Vorlauf / Vorkampf | Halbfinale   | Halbfinale | Finale             | Finale |
| Athleten             | Wettbewerb               | Zeit / Weite       | Rang               | Zeit / Weite | Rang       | Zeit / Weite       | Rang   |
| -------------------- | ------------------------ | ------------------ | ------------------ | ------------ | ---------- | ------------------ | ------ |
| Michael Linhart      | 100 m T44                | –                  | –                  | 12,39 s      | 3          | 12,46 s            | 6      |
| Robert Mayer         | 100 m T44                | –                  | –                  | 12,43 s      | 4          | 12,58 s            | 7      |
| Michael Linhart      | 200 m T44                | –                  | –                  | 24,78 s PB   | 2          | 24,63 s PB         | 6      |
| Robert Mayer         | 200 m T44                | –                  | –                  | 24,62 s      | 5          | 25,00 s            | 8      |
| Robert Mayer         | 400 m T44                | –                  | –                  | –            | –          | 56,91 s            |        |
| Thomas Geierspichler | 400 m Rennrollstuhl T52  | –                  | –                  | 1:08,54 min  | 1          | 1:07,35 min        |        |
| Thomas Geierspichler | 800 m Rennrollstuhl T52  | –                  | –                  | 2:15,77 min  | 1          | 2:12,19 min        |        |
| Thomas Geierspichler | 1500 m Rennrollstuhl T52 | –                  | –                  | –            | –          | 4:01,79 min        |        |
| Thomas Geierspichler | 5000 m Rennrollstuhl T52 | –                  | –                  | –            | –          | 14:36,62 min       |        |
| Gottfried Ferchl     | 200 m Rennrollstuhl T53  | –                  | –                  | 31,16 s      | 6          | nicht qualifiziert | 19     |
| Gottfried Ferchl     | 400 m Rennrollstuhl T53  | –                  | –                  | 59,04 s      | 7          | nicht qualifiziert | 14     |
| Gottfried Ferchl     | 800 m Rennrollstuhl T53  | –                  | –                  | 1:55,52 s    | 6          | nicht qualifiziert | 17     |
| Thomas Geierspichler | Marathon T52             | –                  | –                  | –            | –          | 2:00:03 h          |        |
| Gottfried Ferchl     | Marathon T54             | –                  | –                  | –            | –          | 1:36:23 h          | 16     |
| Dennis Wliszczak     | Hochsprung F42           | –                  | –                  | –            | –          | 1,65 m             |        |
| Wolfgang Dubin       | Kugelstoßen F36          | –                  | –                  | –            | –          | 11,24 m PB         |        |
| Andreas Gratt        | Kugelstoßen F53/54       | –                  | –                  | –            | –          | 9,28 m PB          | 4      |
| Georg Tischler       | Kugelstoßen F53/54       | –                  | –                  | –            | –          | 9,66 m PB          |        |
| Bil Marinkovic       | Diskuswurf F11           | –                  | –                  | –            | –          | 39,24 m PB         |        |
| Wolfgang Dubin       | Diskuswurf F36           | –                  | –                  | –            | –          | 32,84 m PB         | 4      |
| Bil Marinkovic       | Speerwurf F11            | –                  | –                  | –            | –          | 50,60 m            |        |
| Andreas Gratt        | Kugelstoßen F54          | –                  | –                  | –            | –          | 22,55 m PB         |        |